# Óscar Diego Gestido
Óscar Diego Gestido (Montevideo, 28 de novembre de 1901 - ibídem, 6 de desembre de 1967), militar i polític uruguaià, president de la República Oriental de l'Uruguai des de l'1 de març al 6 de desembre de 1967.
General retirat la Força Aèria, va integrar el Consell Nacional de Govern per al període que inclou des de 1963 a 1967, com a membre del Partit Colorado. Va renunciar el 1966 per presentar-se com a candidat a la presidència de la República, obtenint el triomf en les eleccions de l'esmentat any. Va assumir la presidència quan el país suportava greus problemes d'inflació, vagues i aturada.
Va ser el primer president electe després de la nova Constitució de 1966, el que va suscitar un gran entusiasme, però molt ràpidament va sumir al país en una major ruïna econòmica, devaluant el peso uruguaià i declarant una llei marcial per controlar els intercanvis financers. Després de l'adopció d'aquesta llei, cinc dels seus ministres van abandonar el càrrec provocant tal còlera que a un d'ells el va desafiar a un duel, que mai no va tenir lloc. Les mesures econòmiques no van remeiar la situació i abans de finalitzat el primer any de mandat va morir a causa d'un atac cardíac.